# Dick Lundy
Richard James Lundy, detto Dick (Sault Ste. Marie, 14 agosto 1907 – San Diego, 7 aprile 1990), è stato un animatore e regista statunitense, noto per aver lavorato al Walt Disney Animation Studios, alla MGM, alla Hanna-Barbera e con Walter Lantz.
Inoltre è considerato uno dei creatori di Paperino .

## Biografia
Lundy nacque nel 1907 in Michigan, figlio unico di James e Minnie Lundy. Qualche anno più tardi la famiglia Lundy si trasferì a Detroit, ma quando nel 1917 i suoi genitori divorziano lui va a vivere a Port Huron. Negli anni 1920 Lundy si trasferì a Los Angeles.
Nel 1929 viene ammesso ai Walt Disney Studios per ripassare i disegni con le chine e con l'inchiostro.
Tra il 1930 e il 1931 venne promosso e iniziò a lavorare nel reparto animazione.
Nel 1934 animò il cortometraggio Una serata di beneficenza, in cui fu l'unico ad animare Paperino. Poco a poco Lundy diventò un personaggio fondamentale nello sviluppo di Paperino.
Lavorò anche a diversi lungometraggi, uno tra tanti è Biancaneve e i sette nani.
Nel 1943, Dick Lundy lasciò la Disney e iniziò a lavorare per Walter Lantz. Con il cambio di studio Lundy cambiò anche attività: iniziò a fare il regista per alcuni cortometraggi (anche se già alla Disney aveva girato alcuni cortometraggi).
Nel 1949 iniziò a girare spot pubblicitari per la Wolff Productions, mentre nel 1950 lavorò per la MGM e dal 1959 per Hanna-Barbera  animò Scooby-Doo, I Flintstones e altri.
Si ritirò nel 1973 anche se qualche volta faceva da animatore o da regista a qualche pellicola.
Morì nel 1990 dopo aver animato 103 pellicole e dirette 52.

## Vita privata
Dick Lundy aveva sposato nel 1932 Juanita Sheridan, che lavorava ai Walt Disney Studios.
Nel 1939 si risposò dopo aver divorziato con Sheridan nel 1934.